# Vilnius Open 2022
Il Vilnius Open 2022 è stato un torneo maschile tennis professionistico. È stata la 1ª edizione del torneo, facente parte della categoria Challenger 80 nell'ambito dell'ATP Challenger Tour 2022, con un montepremi di 45 730 €. Si è svolto dal 17 al 23 ottobre 2022 sui campi in cemento della SEB Arena di Vilnius, in Lituania.

## Partecipanti

### Teste di serie
| Nazionalità          | Giocatore         | Ranking* | Testa di serie |
| -------------------- | ----------------- | -------- | -------------- |
| Rep. Ceca            | Tomáš Macháč      | 108      | 1              |
| Lituania             | Ričardas Berankis | 128      | 2              |
| Italia               | Matteo Arnaldi    | 154      | 3              |
| Italia               | Gianluca Mager    | 167      | 4              |
| Slovacchia           | Lukáš Klein       | 180      | 5              |
| Bosnia ed Erzegovina | Nerman Fatić      | 199      | 6              |
| Francia              | Laurent Lokoli    | 204      | 7              |
| Francia              | Antoine Escoffier | 211      | 8              |

* Ranking al 10 ottobre 2022.

### Altri partecipanti
I seguenti giocatori hanno ricevuto una wild card per il tabellone principale:
- Edas Butvilas
- Vilius Gaubas
- Ainius Sabaliauskas

Il seguente giocatore è entrato in tabellone come special exempt:
- Matteo Arnaldi

Il seguente giocatore è entrato in tabellone come alternate:
- Viktor Durasovic

I seguenti giocatori sono passati dalle qualificazioni:
- Jules Marie
- Cem İlkel
- David Poljak
- Mark Lajal
- Elliot Benchetrit
- Mats Rosenkranz

Il seguente giocatore è entrato in tabellone come lucky loser:
- Térence Atmane

## Campioni

### Singolare
Mattia Bellucci ha sconfitto in finale  Cem İlkel con il punteggio di 1–6, 6–3, 7–5.

### Doppio
Romain Arneodo /  Tristan-Samuel Weissborn hanno sconfitto in finale  Dan Added /  Théo Arribagé con il punteggio di 6–4, 5–7, [10–5].